# Michail Wassiljewitsch Possochin

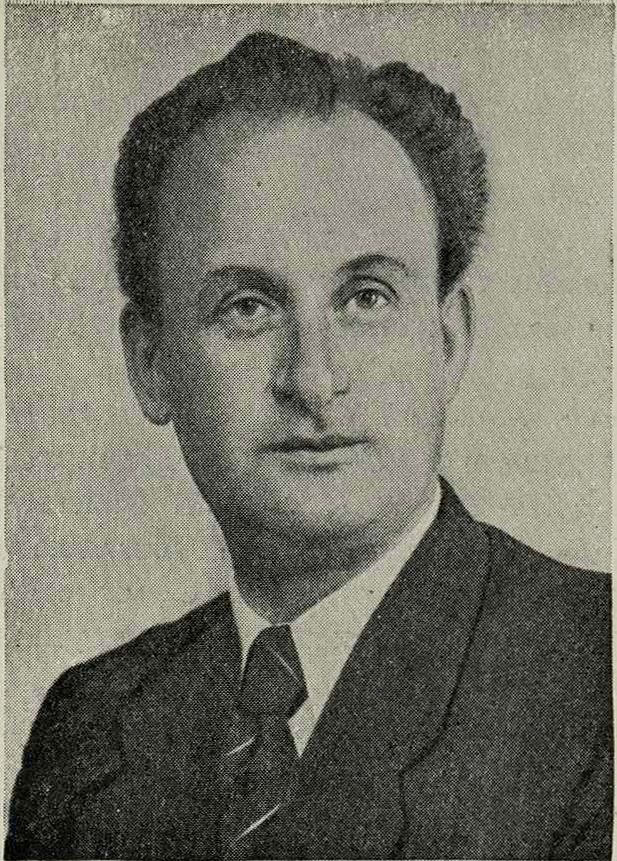
Michail Possochin (um 1945/49)

Michail Wassiljewitsch Possochin (russisch Михаил Васильевич Посохин; * 30. Novemberjul. / 13. Dezember 1910greg. in Tomsk, Russisches Kaiserreich; † 22. Januar 1989 in Moskau, Sowjetunion) war ein sowjetischer Architekt und Stadtplaner. Als Chefarchitekt von Moskau von 1960 bis 1982 prägte er maßgeblich den Diskurs der Nachkriegsarchitektur in der Sowjetunion. Während er seine ersten Projekte im Stil des sozialistischen Klassizismus entwarf, wandelte sich sein Stil in den 1960er Jahren zu einer modernen Architektursprache.

## Leben

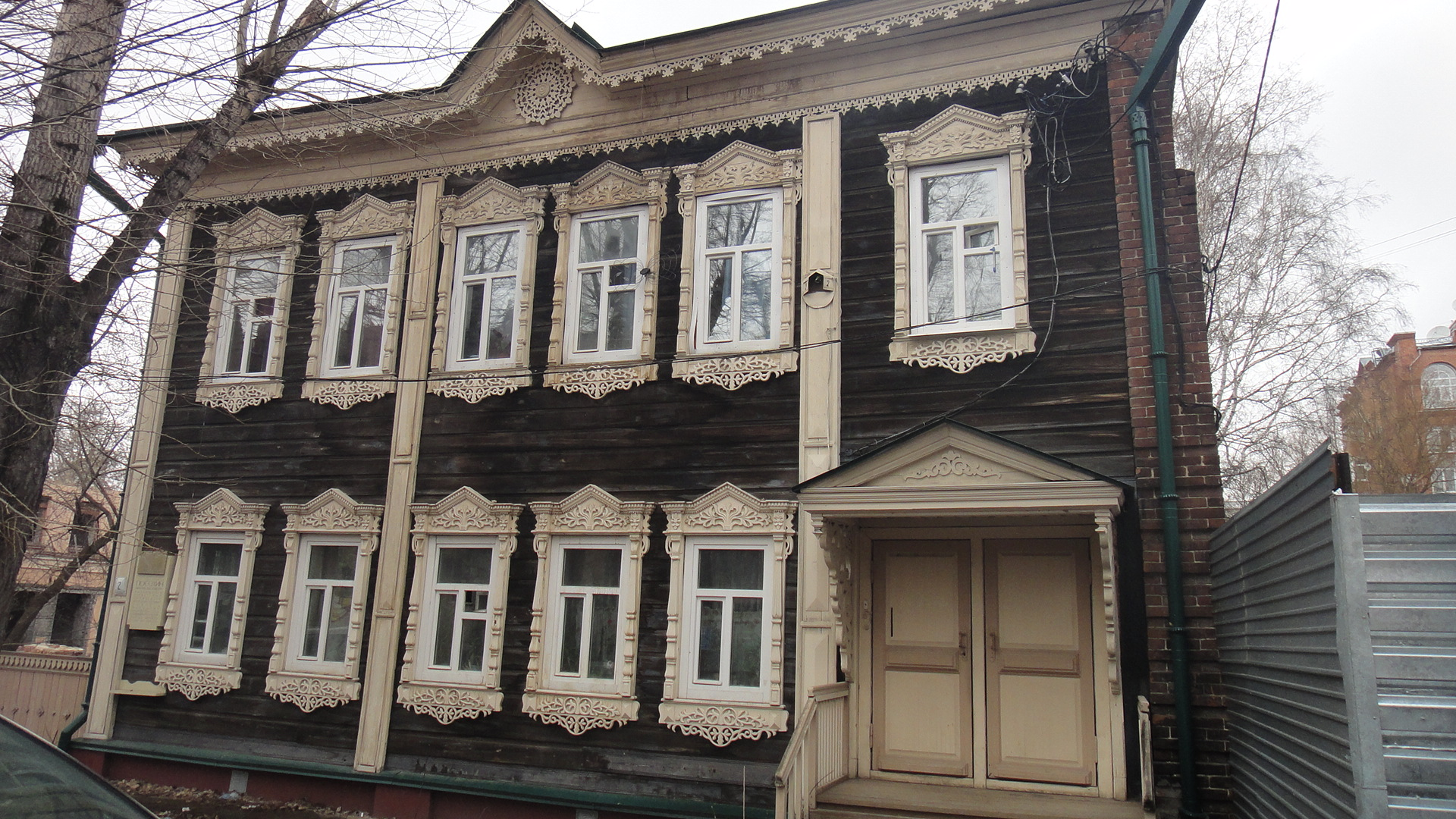
Geburtshaus Michail Possochins in Tomsk (2013)

Nach dem Abitur studierte er ab 1927 an der Polytechnischen Universität Tomsk und besuchte das Kunstatelier von Wadim Miserow. Er war am Bau des Kusnetsker Metallurgischen Kombinats beteiligt und erhielt dort 1931 sein Diplom als Bauingenieur.

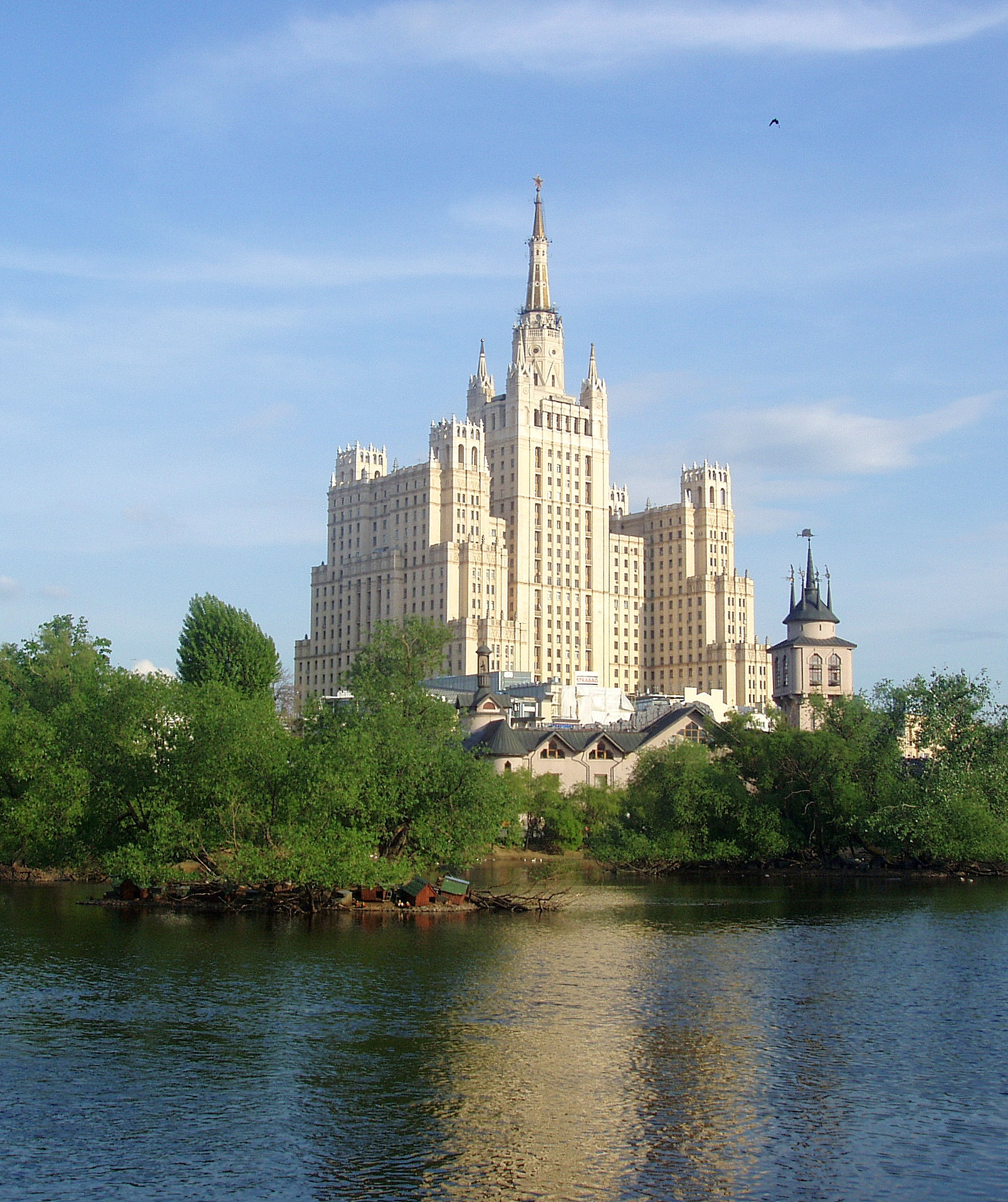
Wohnhaus am Kudrinskaja-Platz (2008)

1935 zog er nach Moskau um bei Alexei Schtschussew am Moskauer Architektur-Institut zu studieren. Während des Studiums lernte er Aschot Mndojantsch kennen, mit dem er bis zu seinem Tod gemeinsam Projekte entwarf. Während des Krieges arbeitete er an Tarnstrukturen und dem Wiederaufbau von Gebäuden.
Von 1948 bis 1954 entwarf er mit Aschot Mndojantsch das Wohnhaus am Kudrinskaja-Platz, eines von sieben Wolkenkratzern in Moskau im Stil des sozialistischen Klassizismus.
Ab den 1960er Jahren begannen die beiden sich der Moderne zu verpflichten. Sie waren für die bedeutendsten Projekte in Moskau verantwortlich, Possochin war darüber hinaus 1960 bis 1982 Chefarchitekt von Moskau. 1966 starb sein Partner Mndojantsch.
Possochin starb 1989 in Moskau und wurde auf dem Wagankowoer Friedhof beerdigt.

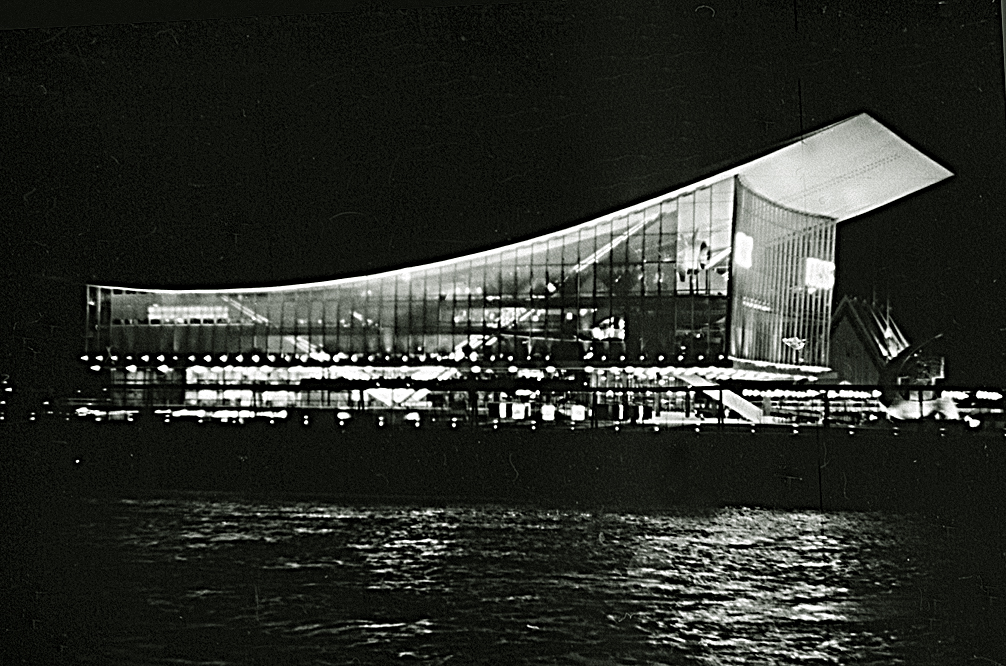
Sowjetischer Pavillon (1967)

## Werke (Auswahl)
- 1948–54 (mit Aschot Mndojanz und anderen): Wohnhaus am Kudrinskaja-Platz
- 1960–61 (mit Aschot Mndojanz, Jewgeni Stamo, Pawel Schteller und Nikolai Schtschepetilnikow): Staatlicher Kremlpalast
- 1964–69 (mit Aschot Mndojanz, G. Makarewitsch, B. Tchor, S. Airapetow, I. Popow und I. Pokrowski): Hochhäuser am Kalinin-Prospekt
- 1964–70 (mit Aschot Mndojanz und W. Swirski): Hauptverwaltungsgebäude des RGW
- 1967 (mit Aschot Mndojanz und B. Tchor): Sowjetischer Pavillon auf der Expo 67
- 1977–80 (mit L. Aranauskas und B. Tchor): Sportkomplex Olimpijski
- 1981 (mit Wladimir Kubasow, P. Skokan und G. Tschernow): Internationales Handelszentrum Moskau

## Auszeichnungen

### Titel
- 1970: Verdienter Architekt des Volkes der UdSSR

### Preise
- 1962: Leninpreis
- 1949: Stalinpreis
- 1980: Staatspreis der UdSSR

### Orden und Ehrenzeichen
- Leninorden
- viermal Orden des Roten Banners der Arbeit
- Orden der Völkerfreundschaft
- Ehrenzeichen der Sowjetunion
- Medaille „Für heldenmütige Arbeit im Großen Vaterländischen Krieg 1941–1945“
- Medaille „In Erinnerung an den 800. Jahrestag von Moskau“
- Medaille „30. Jahrestag des Sieges im Großen Vaterländischen Krieg 1941–1945“
- Medaille „40. Jahrestag des Sieges im Großen Vaterländischen Krieg 1941–1945“